# شادوز أوف ذا دامد
 شادوز أوف ذا دامد (بالإنجليزية: Shadows of the Damned)‏ هي لعبة من نوع رعب البقاء . صدرت في عام 2011 و هي متوفرة لـ بلاي ستيشن 3 ، إكس بوكس 360 ، و هي من تطوير جراسهوبر مانيوفاكتور و نشر شركة إلكترونيك آرتس .

## القصة
قصة اللعبة تدور حول صائد شياطين مكسيكي يُدعى جارسيا هوتسبير Garcia Hotspur . في إحدى الليالي يقوم لورد الشياطين فليمنج Fleming باختطاف حبيبته بولا Paula في شقته، فيجري معه اتفاق وهو إذا اعترف بأنه هُزم في معركته ضده وشياطينه و أنه سيتوقف عن هوايته وهي صيد شياطينه فسيعيد إليه بولا، فيرفض جارسيا طلبه بكل وقاحة ويقوم بإطلاق النار عليه فيندفع فليمنج إلى دوامة تأخذه إلى العالم السفلي (الجحيم) حينها يقوم بدعوة جارسيا لعالمه إذا كان يريد حبيبته، فيقفز جارسيا ملاحقا فليمنج إلى عالم الجحيم، تحديدا مدينة اللعين ومن هنا تبدأ المغامرة مع رفيقه الشيطان المتحول جونسون Johnson ، تتخلل القصة مشاهد مسلية وحوارات فكاهية بين جارسيا وجونسون .